# Troika (Führungsspitze)
Der Begriff Troika wird im übertragenen Sinn als Bezeichnung für eine aus drei Personen bestehende Führungsspitze (früher Triumvirat genannt) verwendet. Die Bezeichnung ist abgeleitet vom ursprünglichen Gebrauch des Begriffes: Troika, ein Gespann mit drei Zugtieren nebeneinander.

## Sowjetunion
- Nach der Oktoberrevolution bildeten Lenin, Trotzki und Swerdlow zunächst die Führungsspitze Sowjetrusslands.
- Nach Lenins Tod bildete Josef Stalin auf dem Weg zur Alleinherrschaft mehrmals Troikas mit rivalisierenden Politbüromitgliedern zur Ausschaltung anderer Politbüromitglieder
  - mit Sinowjew und Kamenew gegen Trotzki
  - mit Bucharin und Rykow gegen Sinowjew und Kamenew
- Nach Stalins Tod herrschten von März bis Juni 1953 zunächst Nikita Chruschtschow, Lawrenti Beria und Georgi Malenkow als Troika.

## Deutschland
- So war die Führung der SPD in den 1970er Jahren mit Willy Brandt als Parteichef, Herbert Wehner als Fraktionsvorsitzendem und Helmut Schmidt als Bundeskanzler als Troika bekannt.
- In den 1990ern versuchten Gerhard Schröder, Oskar Lafontaine und Rudolf Scharping eine Neuauflage der politischen Troika, diese scheiterte jedoch relativ bald an den Gegensätzen und der Rivalität zwischen den Beteiligten.[1]
- Im Jahr 2011 wurde auch eine Troika aus Peer Steinbrück, Frank-Walter Steinmeier und Sigmar Gabriel in den Medien diskutiert.[2] Am 28. September 2012 verkündete Sigmar Gabriel auf einer Pressekonferenz im Willy-Brandt-Haus in Berlin vorzeitig, dass die Troika weiterhin aus ihm als Bundesvorsitzendem der SPD, aus Frank-Walter Steinmeier als Fraktionsvorsitzendem und aus Peer Steinbrück als Kanzlerkandidaten für die Bundestagswahl 2013 bestehen werde.

## Europa
- In der Europäischen Union wurde eine Dreiergruppe von Ländern als Troika bezeichnet: sie bestand aus dem Land, welches gerade den halbjährlich wechselnden Ratsvorsitz innehat, dem Land, das ihn zuletzt innehatte, sowie jenem, welches ihn als Nächstes antreten wird. Diese Dreiergruppe spielte eine wichtige Rolle in der EU. Sie wurde mit Beginn des Jahres 2007 durch die sogenannte Dreier-Präsidentschaft abgelöst.
- Im Bereich der Gemeinsamen Außen- und Sicherheitspolitik bezeichnet die Troika den Ratspräsidenten, den Hohen Vertreter der GASP und den Kommissionspräsidenten.
- Oft fiel der Begriff Troika auch im Zusammenhang mit dem Dreiergespann Gerhard Schröder, Jacques Chirac und Wladimir Putin in den 2000ern.
- Seit der Eurokrise ab dem Jahr 2010 wird das Dreigespann aus Europäischer Kommission (EU-Kommission), Europäischer Zentralbank (EZB) sowie Internationalem Währungsfonds (IWF) in den Medien ebenfalls als Troika bezeichnet. Die Bezeichnung wurde zu Beginn der Eurokrise von den griechischen Medien für die Leiter derer Delegationen eingeführt; auch die Medien anderer europäischer Länder griffen die Bezeichnung auf.[3]

## Außereuropäisch
- Die „Große Troika“ (russ. Большая тройка) bestand im Zweiten Weltkrieg aus den Anführern der Länder der Anti-Hitler-Koalition: Winston Churchill, Franklin D. Roosevelt und Josef Stalin.